# Butler (Oklahoma)
Butler is een plaats (town) in de Amerikaanse staat Oklahoma, en valt bestuurlijk gezien onder Custer County.

## Demografie
Bij de volkstelling in 2000 werd het aantal inwoners vastgesteld op 345.
In 2006 is het aantal inwoners door het United States Census Bureau geschat op 338, een daling van 7 (-2,0%).

## Geografie
Volgens het United States Census Bureau beslaat de plaats een oppervlakte van
1,1 km², geheel bestaande uit land. Butler ligt op ongeveer 540 m boven zeeniveau.

## Plaatsen in de nabije omgeving
De onderstaande figuur toont nabijgelegen plaatsen in een straal van 28 km rond Butler.